# پاپ‌کپ گیمز
شرکت پاپ‌کپ گیمز (به انگلیسی: PopCap Games, Inc.) یک توسعه‌دهندهٔ بازی ویدئویی مستقر در سیاتلِ آمریکا است که از سال ۲۰۱۱ به عنوان زیرمجموعه الکترونیک آرتس فعالیت می‌کند. این شرکت در سال ۲۰۰۰ توسط جان ویچی، برایان فیته و جیسون کاپالکا تأسیس شد.
این شرکت بخاطر بازی‌های محبوبی مثل بیجیویلد، پگل و گیاهان دربرابر زامبی‌ها شناخته می‌شود. پاپ‌کپ در سال ۲۰۱۱ به الکترونیک آرتس فروخته شد، که باعث تمرکز این شرکت بر روی بازی‌های رایگان موبایل شد.

## تاریخ

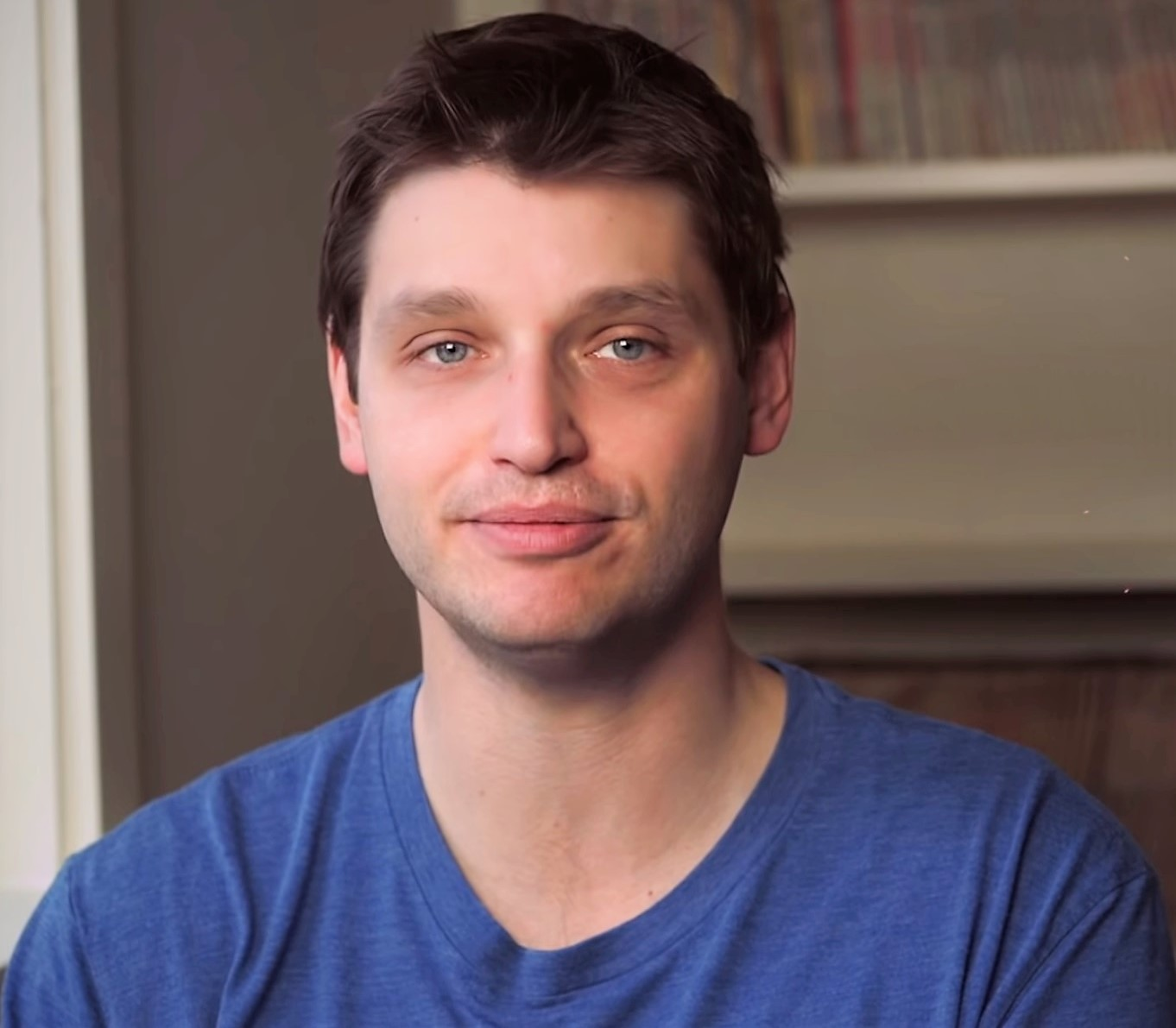
جان ویچی در سال ۲۰۱۵

پاپ‌کپ گیمز توسط جان ویچی، برایان فیته و جیسون کاپالکا در سال ۲۰۰۰ تأسیس شد. نام این شرکت "Sexy Action Cool" بود که از پوستر فیلم دسپرادو الهام گرفته‌شده بود. اولین بازی آن‌ها یک بازی پوکر استریپ به نام «فکسی پوکر» بود و قرار بود یک بازی دنباله دار شود.

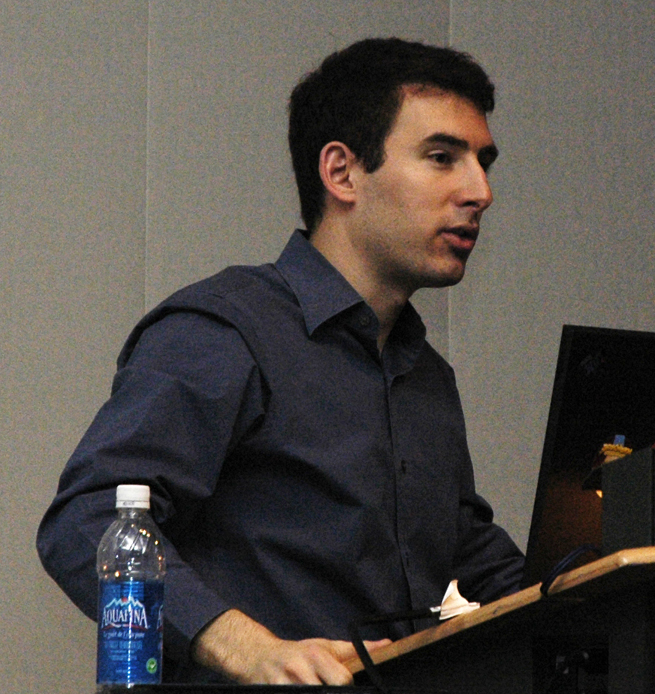
جیمز گورتزمن نماینده پاپ‌کپ گیمز در نشست بین‌المللی بازی‌های مونترال در سال ۲۰۰۷

اولین بازی آن‌ها به عنوان پاپ‌کپ، بیحویلد بود، یک بازی به سبک مبادله جواهرات که در بیشتر سیستم‌عاملها پشتیبانی می‌شد و برندهٔ جوایز متعدد شد. این شرکت در سال ۲۰۰۵ با خرید اسپرَوت گیمز، به عنوان یک شرکت توسعه‌دهنده بازی گسترش یافت. اسپروت گیمز خالق بازی فیدینگ فرنزی است. تیم اسپروت گیمز به پاپ‌کپ کمک کرد تا بازی فیدینگ فرنزی ۲ را بسازند. در همین سال گوورتزمن مدیر توسعه تجارت پاپ‌کپ شد. در اوایل سال ۲۰۰۶، شرکت پاپ‌کپ اینترنشنال در دوبلین، ایرلند تأسیس شد و وظیفهٔ بومی‌سازی بازی‌ها، توسعهٔ بازی‌های موبایل، بازاریابی، فروش و توسعهٔ تجارت را داشت.
پاپ‌کپ دور دیگری از توسعه را در ژوئیه ۲۰۰۷ با خرید سایر توسعه دهندگان کوچک شرکت را مثل اسپین تاپ گیمز آغاز کرد. یک هفته قبل، این شرکت توسعه‌دهنده‌ای به نام Retro64 مستقر در شیکاگو را تأسیس کرد که توسط مایک بوئه بنیان‌گذاری شده و بیشتر به دلیل بازی‌های اکشن و معمایی معروف است. پس از این خریدها، آرم پاپ‌کپ مجدداً علامت گذاری شد و کلمهٔ «گیمز» کمتر نشان داده شد. پاپ‌کپ تا سال ۲۰۱۴ میزبان چندین بازی در PopCap.com بصورت آنلاین دردسترس بود.
در ۵ آوریل ۲۰۱۱، پاپ‌کپ اعلام کرد که یک شرکت تابعه جدید با نام فورت اند باتری، ساخته شده‌است. اولین محصول فورت اند باتری، بازی اسب ناخوشایند بود. در تاریخ ۱۲ ژوئیه ۲۰۱۱، الکترونیک آرتس اعلام کرد که پاپ‌کپ را به قیمت ۶۵۰ میلیون دلار با ۱۰۰ میلیون دلار سهام اضافی خریداری می‌کند.
در ۲۱ اوت ۲۰۱۲، پاپ‌کپ ۵۰ کارمند خود که در آمریکای شمالی و دوبلین بودند را اخراج کرد. استودیوی دوبلین در ۲۴ سپتامبر ۲۰۱۲ تعطیل شد.

## بازی‌های توسعه‌یافته
پاپ‌کپ در ۲۰ سال گذشته بیش از ۵۰ بازی توسعه داده‌است. بازی‌های توسعه یافته توسط پاپ‌کپ عبارت است از گیاهان دربرابر زامبی‌ها، بیجویلد، پگل و کرم کتاب.

### بیجویلد
بیجویلد مجموعه ای از بازی‌های معمایی به سبک تطبیق کاشی است که توسط پاپ‌کپ گیمز ساخته شده‌است. بیجویلد ابتدا در سال ۲۰۰۱ برای مرورگرها منتشر شد و به دنبال آن پنج دنباله ساخته شد: بیجویلد ۲ (۲۰۰۴)، بیجویلد توییست (۲۰۰۸)، بیجویلد بلیتز (۲۰۰۹)، بیجویلد ۳ (۲۰۱۰)، بیجویلد استارز (۲۰۱۶) و دیگر بازی‌ها، همه توسط پاپ‌کپ گیمز و الکترونیک آرتس ساخته شدند.

### گیاهان دربرابر زامبی‌ها
گیاهان دربرابر زامبی‌ها یک مجموعه بازی ویدئویی به سبک دفاع از برج و راهبردی است که توسط پاپ‌کپ گیمز با ساخت گیاهان دربرابر زامبی‌ها برای ویندوز و مک‌اواس در مه ۲۰۰۹ آغاز شد و به کنسول‌ها، گوشی‌های موبایل و رایانه‌های شخصی منتقل شد.

### پگل
پگل مجموعه ای از بازی‌های ویدئویی معمایی-معمولی است که توسط پاپ‌کپ گیمز ساخته شده‌است. پگل ابتدا برای کامپیوتر در سال ۲۰۰۷ منتشر شد و پس آن برایش سه دنباله ساخته شد: شب‌های پگل (۲۰۰۸)، پگل ۲ (۲۰۱۳) و پگل بلست (۲۰۱۴).

## پاپ‌کپ فریم‌ورک
پاپ‌کپ فریم‌ورک (به انگلیسی: PopCap Framework) این شرکت موتور بازی اختصاصی خود را در بازی های خود را با نام پاپ‌کپ گیمز فریم‌ورک را به صورت رایگان منتشر کرده‌است. این موتور مجموعه‌ای از کتابخانه‌های نرم‌افزاری است که به زبان ++C نوشته شده‌اند و به شما این امکان را می‌دهد که بازی‌های «سبک پاپ‌کپ» را برای مایکروسافت ویندوز به سرعت توسعه دهید. این بخشی از یک برنامه مشارکت با توسعه دهندگان خارجی است که خدمات انتشار بازی را به آنها ارائه می‌دهد.